# Њуел (Јужна Дакота)
Њуел (енгл. Newell) град је у америчкој савезној држави Јужна Дакота.

## Демографија
По попису из 2010. године број становника је 603, што је 43 (-6,7%) становника мање него 2000. године.
| Група             | 2000.       | 2010.       |
| Белци             | 629 (97,4%) | 556 (92,2%) |
| Афроамериканци    | 0 (0,0%)    | 1 (0,2%)    |
| Азијати           | 1 (0,2%)    | 2 (0,3%)    |
| Хиспаноамериканци | 0 (0,0%)    | 6 (1,0%)    |
| Укупно            | 646         | 603         |